# Waldemar Simonsson
Waldemar Rudolf Nathanael Simonsson, född den 11 juli 1860 i Helsingborg, död den 6 maj 1924 i Killeberg, var en svensk präst. Han var far till kommunalborgmästare Wolmer Simonsson och farfar till biskop Tord Simonsson.
Simonsson blev kyrkoherde i Loshults pastorat 1903. Han är begravd på Landskrona kyrkogård.